# Фенікс (Монтевідео)
Футбольний клуб «Фенікс Монтевідео» (ісп. Centro Atlético Fénix) — уругвайський спортивний клуб з Монтевідео. З 2025 року футбольна команда клубу виступає в уругвайському Сегунда Дивізіон. «Фенікс» є одним із найпопулярніших уругвайських клубів, які переважно грають у другому уругвайському дивізіоні, разом із «Расінгом Монтевідео», який є його постійним суперником.

## Історія
Клуб був заснований 7 липня 1916 року групою молодих людей, які назвали клуб «Фенікс» на честь міфологічного птаха. Кольори клубу — фіолетовий (вибраний для символізації вічності), і білий (для символізації чистоти). У 1985 році клуб брав участь у розіграші Трофею Індійської футбольної асоціації в Калькутті.
У 2002 році клуб вперше кваліфікувався для участі в Кубку Лібертадорес після перемоги в Лігільї Пре-Лібертадорес де Америка, вдруге клуб кваліфікувався до найсильнішого південноамериканського клубного турніру в 2003 році. У сезоні 2005—2006 років клуб вибув із Прімера Дивізіон, проте відразу ж повернувся, але за підсумками сезону 2007—2008 років знову вибув з найвищого дивізіону, і за підсумками сезону 2008—2009 років «Фенікс» знову підвищується до Прімера Дивізіон. У найвищому дивізіоні клуб грав до закіннчення сезону 2024 року, після чого знову вибув до Сегунда Дивізіон.